# Melle (Baixa Saxònia)
Melle és una ciutat alemanya, que pertany a l'estat de Baixa Saxònia. Des de la reforma territorial regional del 1972 Melle és la tercera ciutat més gran de la Baixa Saxònia, en termes de superfície.

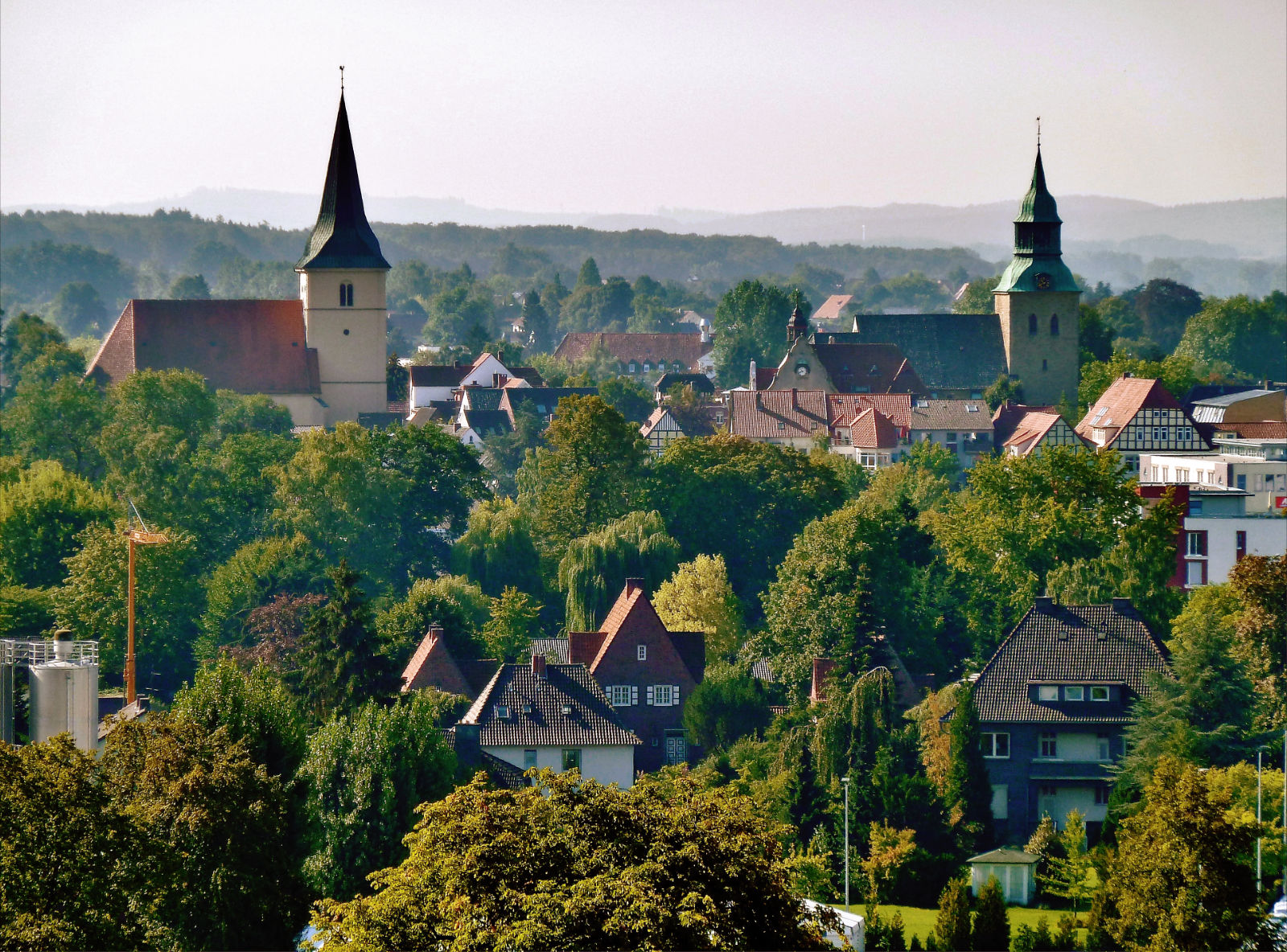
Panorama

## Geografia
| Bissendorf 16 km | Bad Essen 18 km      | Rödinghausen 18 km      |
| Bünde 18 km      |                      | Georgsmarienhütte 27 km |
| Spenge 17 km     | Borgholzhausen 12 km | Dissen 19 km            |